# استر و شاه
استر و شاه (انگلیسی: Esther and the King) فیلمی حماسی به کارگردانی رائول والش و ماریو باوا است که در سال ۱۹۶۰ منتشر شد. از بازیگران آن می‌توان به جوآن کالینز، ریچارد ایگن، سرجیو فانتونی، گابریله تینتی و ریک باتالیا اشاره کرد.
داستان این فیلم برگرفته از کتاب استر است. تمرکز فیلم، نه بر اقدامات یک توطئه‌گرِ خاص، بلکه بر شرایط عمومی یهودیان در ایران باستان و رابطهٔ شاه با آن‌هاست. پادشاه ایران در این فیلم شخصیتی عادل، خردمند، دوستدار سادگی، شطرنج‌باز، اهل موسیقی خوب و بی‌علاقه به مطربی نشان داده شده است.
فیلم در ماه‌های ژوئیه و اوت سال ۱۹۶۰ و به عنوان محصول مشترک آمریکا و ایتالیا، به تهیه‌کنندگی والش، در استودیوهای ایتالیایی که در ساخت دکورهای فیلم‌های تاریخی/حماسی تخصص داشتند و در لوکیشن‌های نزدیک شهر لاتزیو ساخته شد.

## بازیگران
- جوآن کالینز در نقش استر
- ریچارد ایگن در نقش شاه
- دنیس اودی در نقش مردخای
- سرجو فانتونی در نقش هامان
- ریک باتالیا در نقش شمعون